# Canal 10 (Uruguay)

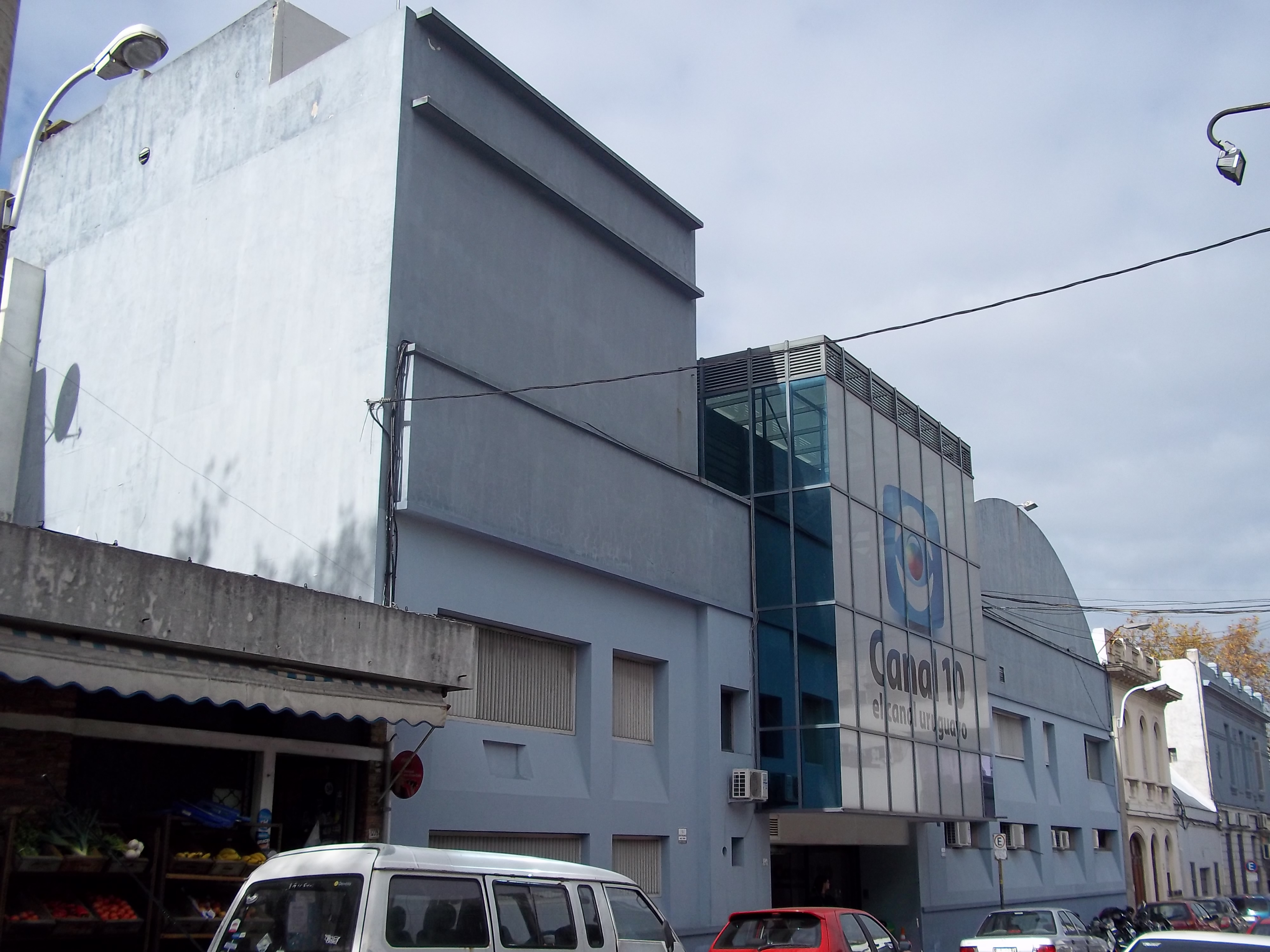
Estudios del Canal 10 sobre la calle Lorenzo Carnelli

Canal 10 (comercialmente como SAETA TV Canal 10) es un canal de televisión abierta uruguaya de programación generalista que transmite desde la localidad de Palermo, Montevideo.
Inició sus transmisiones el 7 de diciembre de 1956, siendo el primer canal del país en ser lanzado y el cuarto en toda Latinoamérica. Pertenece al Grupo Fontaina - De Feo.

## Historia
El 19 de octubre de 1943, en el Palacio Díaz, sede del auditorio de Radio Carve se realiza la primera muestra de una transmisión televisiva en el Uruguay, esta fue mediante circuito cerrado. Seis años más tarde, en 1949, la Asociación Nacional de Broadcasters Uruguayos, junto con Raúl Fontaina y Enrique de Feo crean la Sociedad Anónima Emisora de Emisión Televisión y Anexos, también conocida como SAETA, y el estatuto de creación de Canal 10.
En 1955, nuevamente se realizan señales de prueba por transmisiones dentro de un circuito cerrado en el predio de la Primera Exposición Nacional de la Producción, usando una antena improvisada de 45 metros erigida desde un tanque de agua con una potencia de salida de 100 watts y acondicionando un estudio en unos galpones.

### Primera emisión e inicios
El canal fue lanzado al aire por primera vez el 7 de diciembre de 1956 como la primera emisora televisiva del país y la cuarta en toda Latinoamérica. 
Su primer presentador y primera persona en salir al aire en la historia de la televisión del Uruguay, fue Raúl Fontaina Islas, quien a las seis de la tarde, en el predio de la Exposición Nacional de Televisión, se dirigió a sus televidentes: 

Señoras y señores, a partir de ese momento, CXA10 Saeta TV Canal 10 está en el aire...
Raúl Fontaina Islas en la primera emisión del canal.

Dicha emisión continuó con la entonación del Himno Nacional y contó con la presencia de los ministros Héctor Grauert y Fermín Sorhueta. En ese entonces, la programación y los comerciales emitidos por el canal se realizaban en vivo debido a que la estación sólo contaba con una cámara profesional, manejada por Jorge Severino. El primer auspiciante del canal fue la Casa Cardelino, junto con las empresas Cuffe S.A. y Casa Morixe. Además, también se promocionaban distintas marcas de televisores, como Admiral, Emerson, Sylvania, RCA Víctor y CBS Columbia. Su grilla contaba con documentales extranjeros hechos en Alemania, Francia, Italia, el Reino Unido y España, y cedida sus licencias de transmisiones por sus respectivas Embajadas.
En 1964, el canal se consolida tras adquirir un local rematado en la calle Tacuarembó 1234 (hoy Lorenzo Carnelli), el cual fue ampliado al adquirir fincas linderas y la construcción de una torre emisora de 120 metros. La famosa Torre Saeta. 

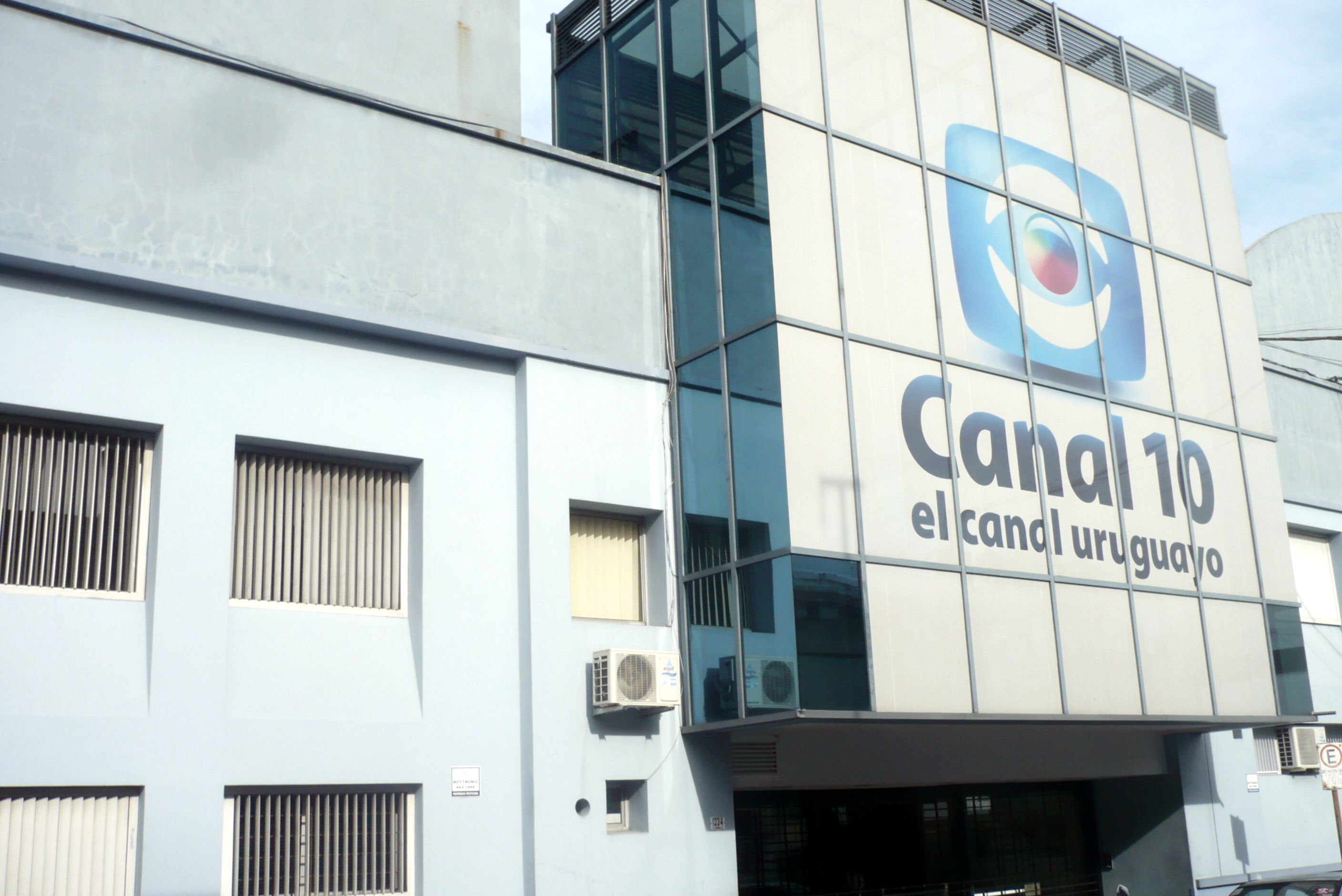
Estudios principales de Canal 10 sobre la calle Lorenzo Carnelli 1234.

El 3 de diciembre de 1970, Movimiento de Liberación Nacional-Tupamaros atentó contra el transmisor usando seis bombas, de las cuales explotaron tres. A pesar de no haber víctimas, los daños se calcularon en unos US$40 000 de la época. 
En 1971 comienza a realizarse el bloque noticiario llamado Subrayado, ideado, dirigido y presentado por Omar Defeo hasta el año 1989. En 1977 se estrena el humorístico Decalegrón con Ricardo Espalter y Eduardo D'Angelo, el cual se convertiría en uno de los programas históricos del país.
En 1978, se inicia la distribución del canal en territorio nacional vía satélite con la instalación de la Estación rastreadora del Satélite PRIMARY de Intelsat. Dos años más tarde, en 1980, comienza sus emisiones a color exclusivamente para la audiencia extranjera con la transmisión de la Copa de Oro de Campeones Mundiales, y un año después, empieza a emitir a color para la audiencia nacional. 
En 1984, el gobierno de facto decretó el cierre del canal por tres días. Un año después, con la aparición de las antenas parabólicas y las videograbadoras, se incentiva la televisión comercial en el país. Debido a la satelización del canal, en 1994, el canal comienza a ser recibido en países vecinos, como partes de Argentina, Brasil y Paraguay.

### Década de 1990
En 1990 se estrena el programa Cerro rural. En 1995, el canal empieza la producción de sus propios programas originales en serie. Se estrenan los periodísticos Fin de siglo con Ángel María Luna, Caleidoscopio con María Inés Obaldía, y Debate abierto con Gerardo Sotelo. También comienzan a emitirse los programas Bien de bien con Berugo Carámbula, Gastos comunes con Luis Orpi y Ricardo Espalter, y el informativo 60 minutos con Rosario Castillo. 
El 10 de octubre de 1996, el canal comienza sus emisiones en estéreo con el estreno de la película Malcolm X y se convierte en el primer canal en Uruguay con esta tecnología.

### Década de 2000
En 2001 finalizan los programas Decalegrón y Bien de bien. En ese mismo año se estrenan Va por vos con Noelia Campo y Dale con todo con Luis Alberto Carballo. En 2003, el canal comienza a emitir el evento anual Teletón Uruguay hasta la actualidad. Además, se estrena el programa deportivo Punto penal y el periodístico Zona urbana con Ignacio Álvarez.
En 2004 Puglia Invita comienza a emitirse en el canal luego de estar en la pantalla de Canal 5. Se transmiten Loco de vos y Con mucho gusto, el primero conducido por Jorge Echagüe y Paola Bianco, y el segundo liderado por Ana Nahum. Entre 2005 por primera vez se emite la versión uruguaya de un formato internacional, en este caso el programa The Simple Life, con el nombre de Cambio de vida.
En 2006 se estrenan los programas de entretenimiento La culpa es nuestra y Bendita TV conducidos por Jorge Piñeyrúa. Este último, meses después, fue reversionado en Argentina con el mismo nombre.
El 13 de febrero de 2008, fallece Raúl Fontaina Islas, primera persona a quien se vio por Televisión en Uruguay y figura del canal.
En marzo de 2008 la periodista Blanca Rodríguez cumple 20 años ininterrumpidos al frente de Subrayado, en el cual comenzó junto a Omar Defeo, Barret Puig y Tomás Friedmann. Jorge Traverso comenzó a formar pareja junto a ella en 1990. 
El 21 de septiembre de 2009, el Canal 10 codificó su señal en el satélite Telstar 12, la cual hasta ese momento estaba sin encriptar, y obliga a los televidentes a adquirir un decodificador para poder sintonizarlo junto con un pago mensual.

### Década de 2010
En 2010 se estrenan los programas Vivila otra vez, Arriba gente y Hola vecinos. Blanca Rodríguez y Jorge Traverso cumplen veinte años ininterrumpidos al frente de Subrayado noticiero central. Entre 2011 y 2012 ven luz los programas nacionales Prueba que me amas con Karina Vignola y Gaspar Valverde, Jungla Mágica y Más cerca con Claudia Fernández, Noche de locura con Jorge Piñeyrúa, Retrato hablado con Aureliano Folle, y los infantiles Festival de dibujos y Laboratoon. 
En 2012 se estrena la versión uruguaya de The Million Pound Drop Live con el título de Salven el millón. En diciembre de 2013, el canal vendió a su emisora en Maldonado, Canal 7, a la empresa argentina Artear. Dos años más tarde se estrena Escape perfecto Uruguay, con Alberto Sonsol y Annasofía Facello.

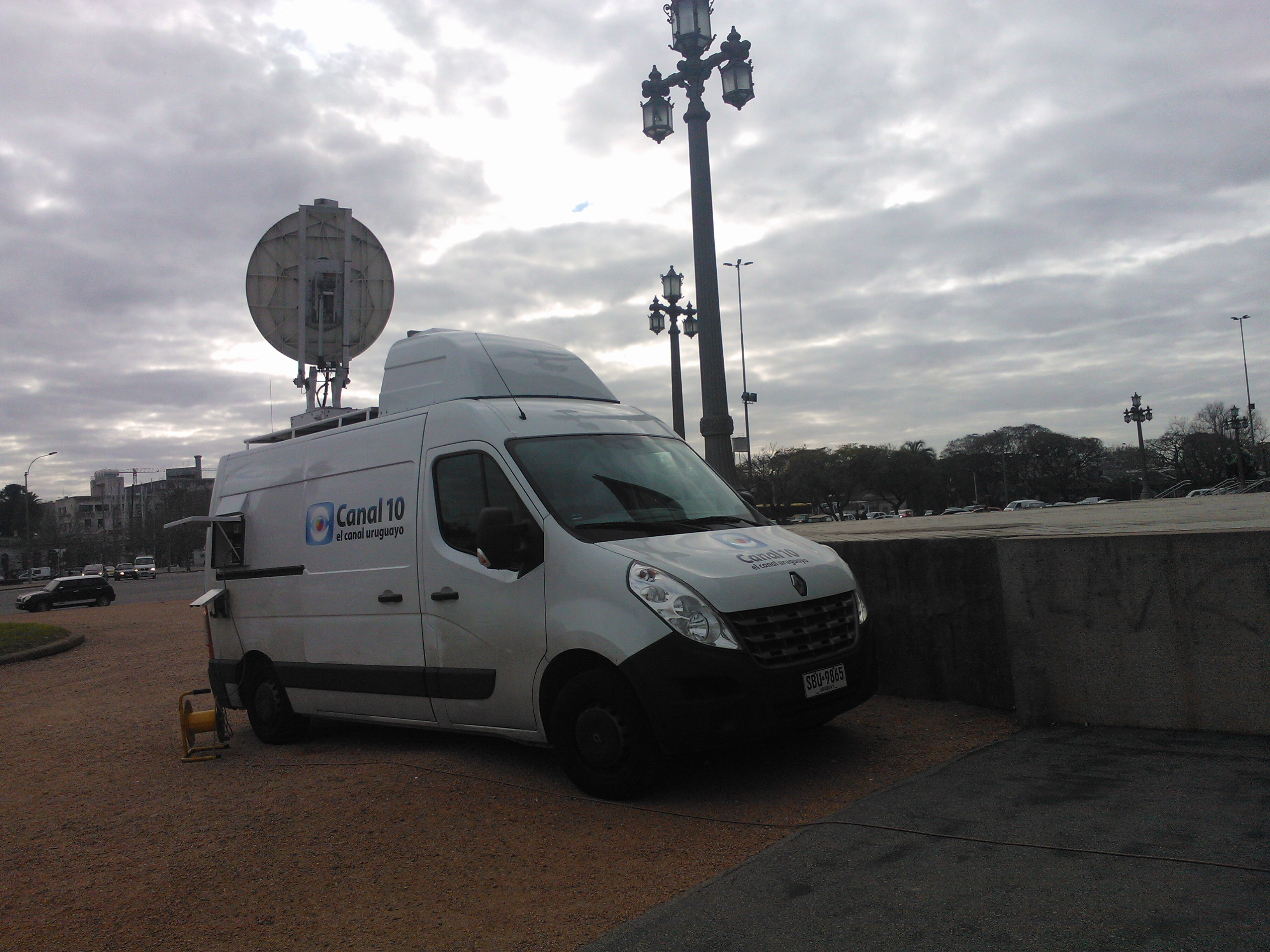
Móvil del Canal 10 en 2015.

En 2015 comienza La mañana en casa y su spin-off La tarde en casa. También el programa Por la camiseta con Rafael Cotelo. En 2016 comienzan los programas Así es tu día con Verónica Lavalle, Mejor con música con Valentina Barrios, ¿Quién da más? con Silvio Rienzi.
El 19 de septiembre de 2017, se empieza a emitir su programación en 16:9 en la señal de resolución estándar. Se estrena el programa Historias de humor.
Al año siguiente se emiten La ruta de Nilson, Día cero, Las vueltas de la vida, Por la carretera, El gran uruguayo y Sobre ruedas. El 31 de diciembre finaliza Cerro rural, programa con varios años de historia en la emisora. 
Desde el 2 de enero de 2019, la emisora de Lorenzo Carnelli comienza a transmitir programación en la madrugada, con la repetición de las novelas, Subrayado y la emisión del programa de la AGADU, Autores en vivo. Las novedades también incluyen el estreno de los programas ¡Cómo olvidarlo!, El juego del año, Brew Master, En cartel, Un viaje de película, y las versiones uruguayas de MasterChef, Pasapalabra, Polémica en el bar y What Would Your Kid Do?.

### Década de 2020
En 2020 se estrena el programa de salud Saber vivir mejor, el testimonial El legado, el reality Got Talent Uruguay y su programa satélite Amamos el talento.
En 2021 el canal renueva su programación con los estrenos de El show de la tarde, Secretos de Ana Durán, Sonríe, te estamos grabando (anteriormente emitido por Teledoce), Máximo 90 y las versiones locales de La peluquería de don Mateo, ¿Quién quiere ser millonario? y MasterChef Celebrity Uruguay.
En 2022 se estrenó La voz Uruguay, adaptación local de la franquicia internacional The Voice, que había sido anunciada en septiembre de 2021, y cuenta con la conducción de Natalia Oreiro. En mayo, Subrayado estrenó nueva escenografía, diciéndole adiós a la vieja Nave de Blanca, como así le apodaban desde el canal. Además, en julio, Humberto de Vargas es desvinculado del canal tras 40 años debido a una gran controversia, conduciendo en estado de ebriedad y agrediendo a funcionarios policiales. En octubre, empezó a retransmitir la décima temporada argentina de Gran Hermano, de la cadena televisiva Telefe, también contando con un programa local repasando los hechos ocurridos en el reality llamado Gran Hermano: El Día Después.
En 2023 el canal levanta El show de la tarde y estira Subrayado Mediodía media hora, yendo de 12:30 a 15 horas. Además, se estrena el ciclo Mi casa es tu casa con Paola Bianco, además de nuevas temporadas de Masterchef y La Voz en su versión kids con Noelia Etcheverry y Rafa Cotelo.
En 2024, Blanca Rodríguez se despidió el 9 de agosto de ese año de Subrayado tras 36 años en la conducción del noticiero central. Además, Carolina García pasó a conducir el noticiero central y Paola Botti las ediciones del mediodía y de los domingos. La mañana en casa sufrió cambios, como la salida de Noelia Etcheverry, Lucas Fuente y Verónica Chevalier del programa, además, integrándose al mismo Eduardo Gianarelli (reemplazando a Kairo Herrera) y Jesús Graña. 
En 2025, Polémica en el bar cambió su formato más enfocado al entretenimiento, teniendo como conductor al mismo Gianarelli, cambiando varias personas de su panel, siendo que ahora lo integran Jorge Balmelli, Sofía Romano, Luciana Acuña, la maga Judy del Bosque, Daro Kneubuhler y Julio Ríos, que permanece en el programa. Además, Arriba gente se renovó en abril, cambiando la escenografía del programa e integrando a las periodistas Magdalena Prado y Paola Botti, tras la salida de Lorena Bomio y Magdalena Correa  en abril y marzo, respectivamente. Además, según TVShow, el canal estrenará un programa vespertino en el lugar que dejó El show de la tarde en 2023, conducido por Noelia Etcheverry, teniendo como panelistas a Natalie Yoffe, Lucas Fuente, Daro Kneubuhler y Sebastián Oreiro, al estilo del magazine porteño Cortá por Lozano.

## Logotipos

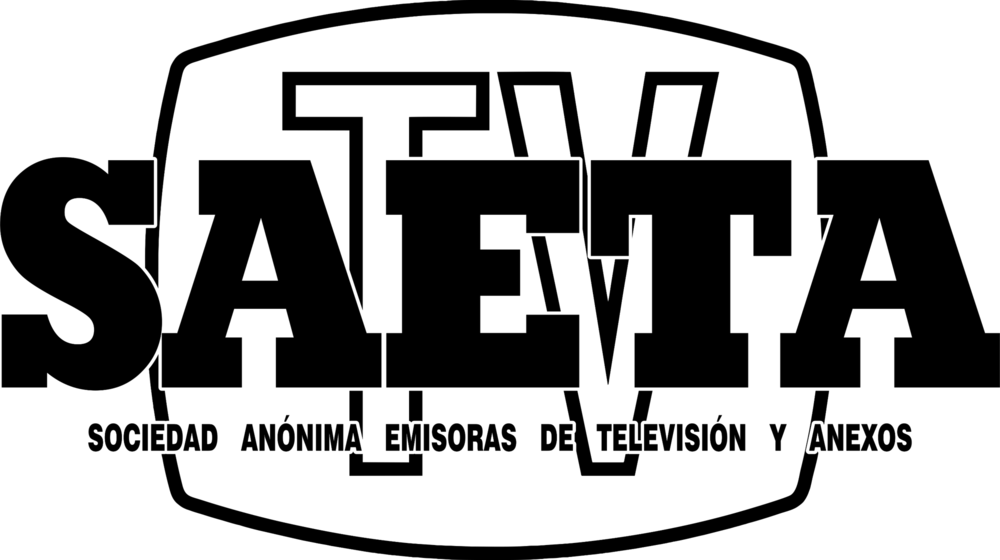
1956-1960
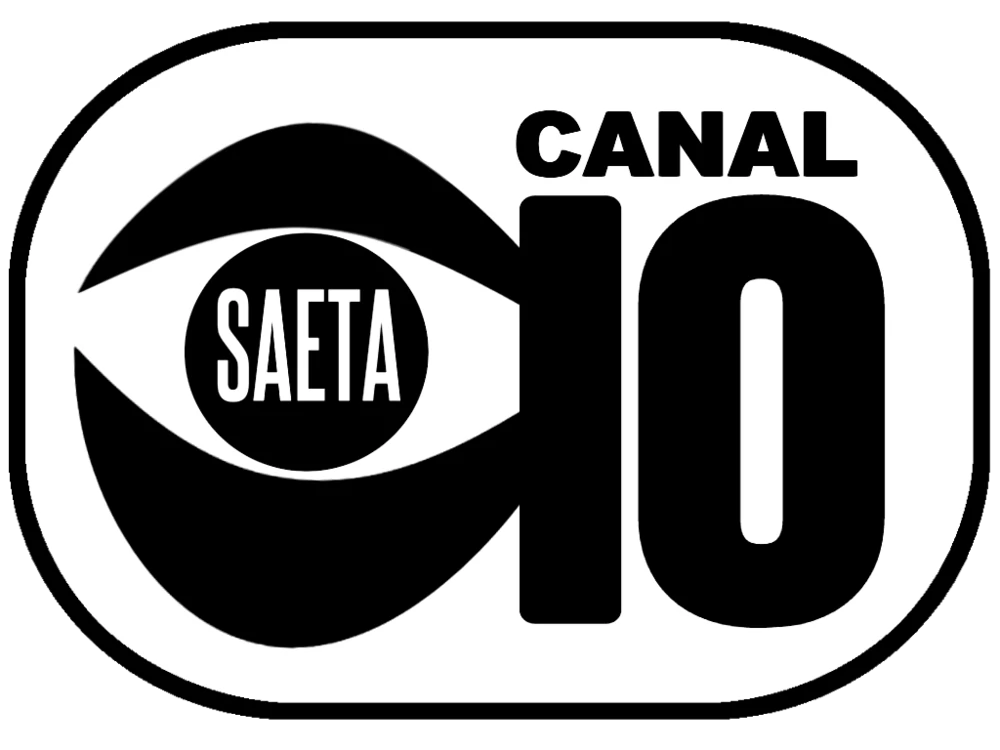
1964-1971
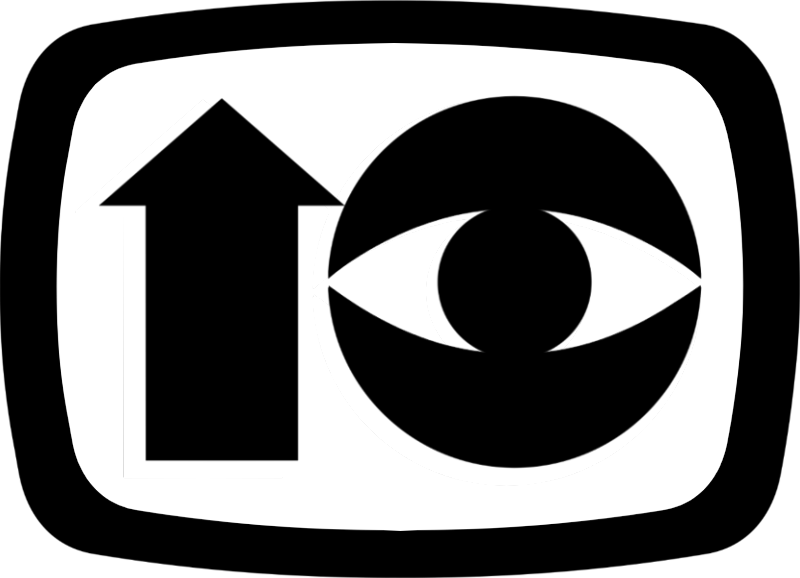
1971-1983
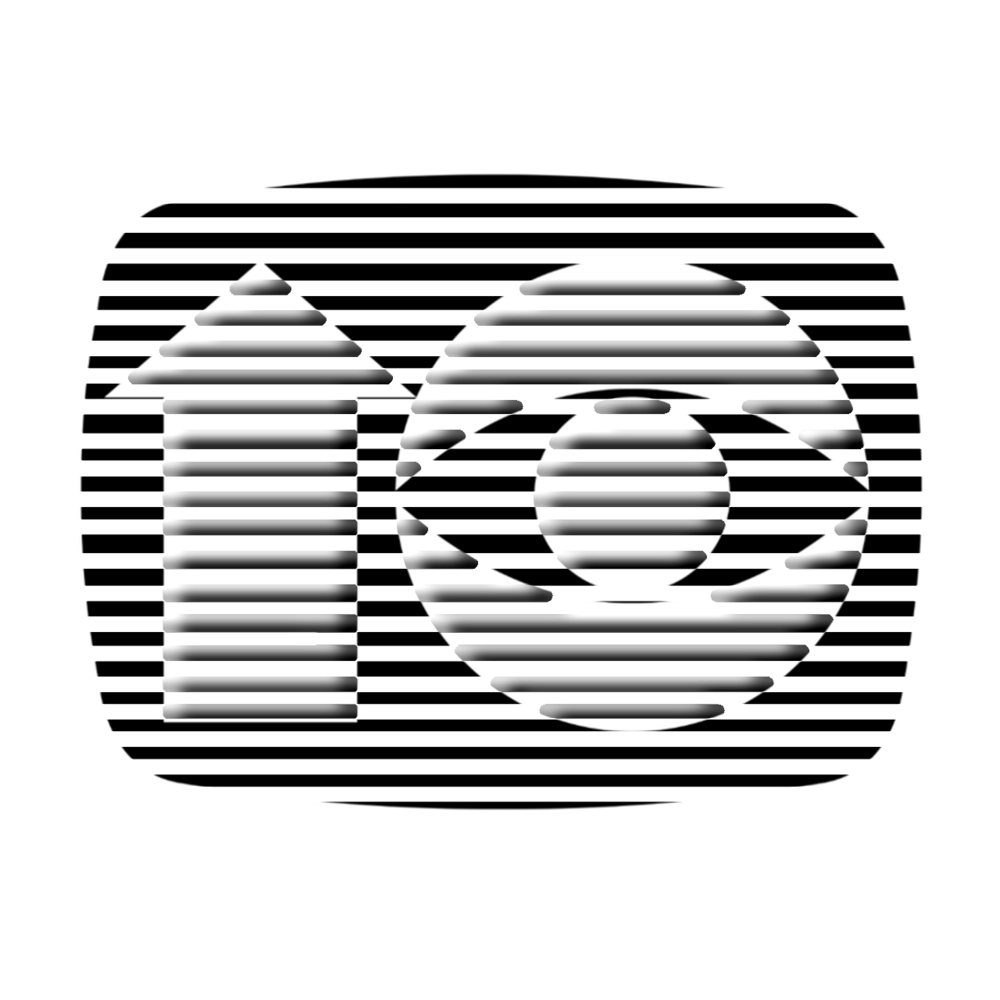
1983-1985
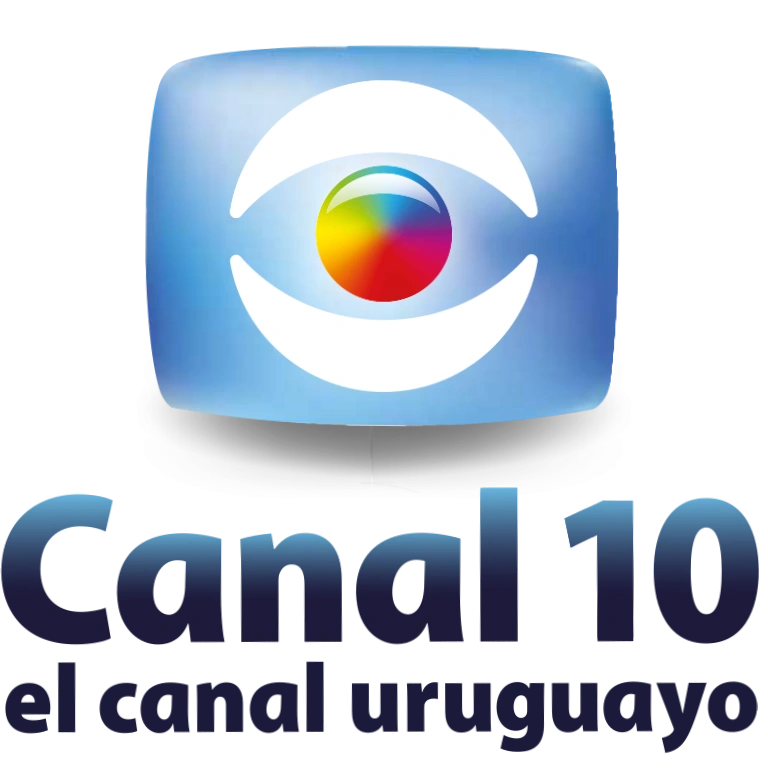
2006-presente

## Eslóganes
- 1968-1976: La verdad en audiencia
- 1968-1976: 1° en audiencia
- 1968-1976: Canalice
- 1983-1994: Lo bueno en su lugar
- 1991-1995: Todo para ver
- 1991-1998: El primer canal uruguayo
- 1995-2001: Aquí se hace televisión
- 1999-presente: El canal uruguayo
- 2002: Se mire por donde se mire, Canal 10 se ve más
- 2002-2003: La televisión que los uruguayos quieren
- 2004-2006: Ganás vos
- 2006 (50 años): Nos estamos viendo
- 2008-2009: Televisión de la buena
- 2009-2010: Pensando en todos
- 2010: El año del 10
- 2011-2012: Somos la televisión que queremos
- 2012-2014: Qué bueno verte
- 2014-2016: Lo que la gente quiere
- 2016 (60 años): 60 años del 10

## Comunicadores actuales
- Aldo Martínez
- Álvaro Navia
- Aureliano Folle
- Carolina García
- Danilo Tegaldo
- Eduardo Gianarelli
- Eliana Dide
- María Noel Marrone
- Jorge Piñeyrúa
- Julio Ríos
- Laurent Lainé
- Magdalena Prado
- Martín Charquero
- Lucas Fuente
- Noelia Etcheverry
- Paola Bianco
- Petru Valensky
- Rafael Cotelo
- Roberto Moar
- Rubén Rada
- Sebastián Almada
- Sergio Puglia
- Soledad Ortega
- Valentina Barrios
- Verónica Chevalier
- Verónica Lavalle
- Ximena Torres
- Paola Botti
- César Sanguinetti
- Nicolás Lussich
- Alfredo Dante
- Magdalena Correa
- Leticia Cicero
- Jesús Graña
- Natalie Yoffe
- Eduardo Gianarelli
- Ruben Rada
- Luana Persíncula
- Beatriz Martínez
- José Irazábal
- Nicolás Vigliola
- Maximiliano Borges
- Ana Durán
- Mauro Más

## Comunicadores históricos
- Alberto Sonsol
- Ana Nahum
- Ángel María Luna
- Berugo Carámbula
- Blanca Rodríguez
- Eduardo D'Angelo
- Gerardo Sotelo
- Graciela Rodríguez
- Humberto de Vargas
- Omar Defeo
- Omar Gutiérrez
- Ricardo Espalter
- Jackie Rodríguez Stratta
- Jorge Traverso
- Juan Carlos López
- Julio Frade
- María Inés Obaldía
- Diego González

## Antena emisora

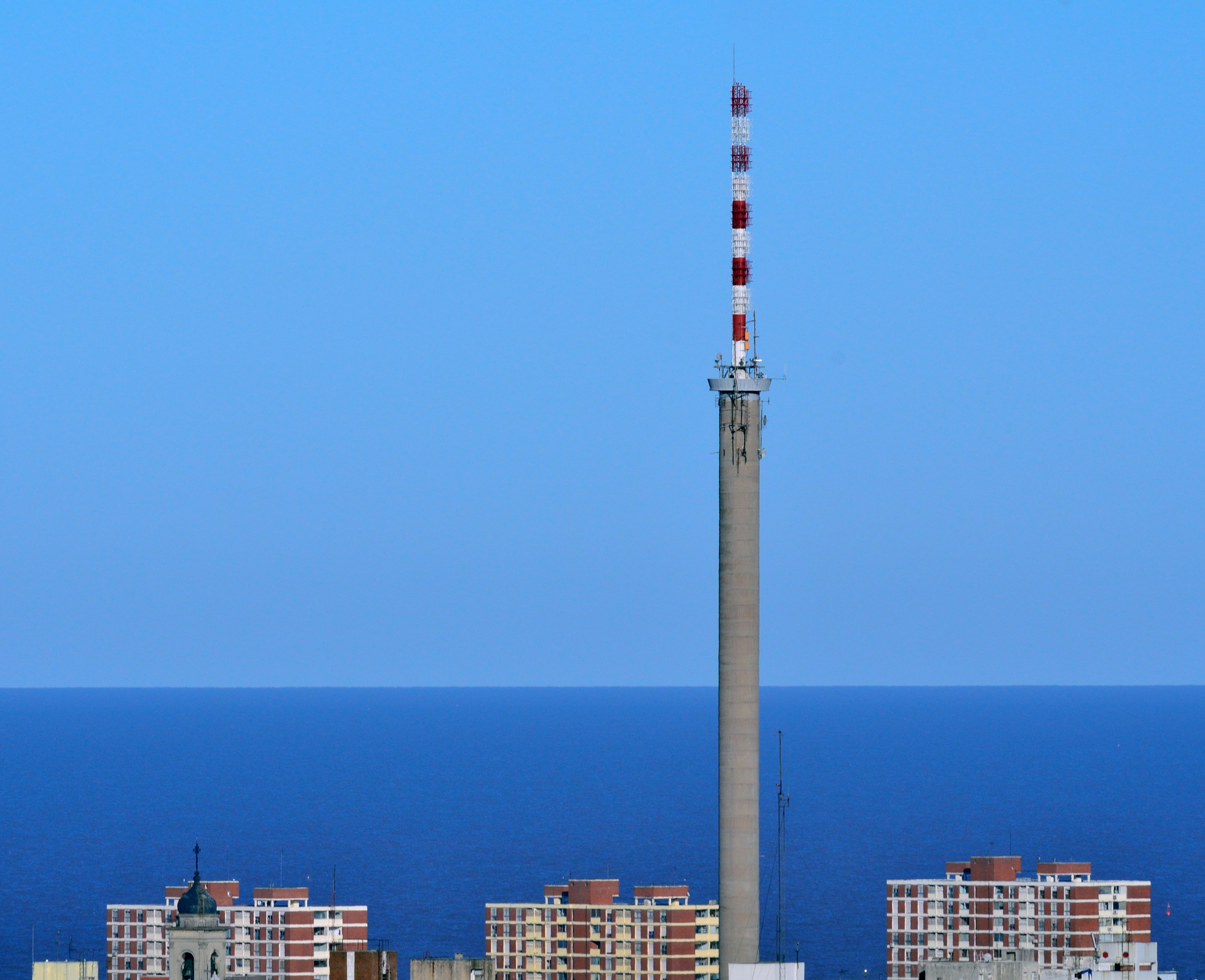
Antena de Canal 10 situada sobre el edificio del propio canal en Montevideo.

La antena transmisora de Canal 10 mide 185 metros de altura, y es conocida como la Torre Saeta. Fue construida e inaugurada tiempo después de haberse instalado en los estudios de Carnelli 1234 en 1964. Se debe a la idea y posteriores gestiones de Milton Fontaina. Es la segunda infraestructura más alta de Montevideo y puede verse desde muchos lugares de la ciudad.
Se encuentran varias cámaras apostadas para servir de imágenes a varios programas del canal. También se pueden encontrar antenas de otros medios, como la radio Aire FM.

## Estudios
El canal posee seis estudios, dos de ellos graban producciones en alta definición y el otro es inamovible, que es el de Subrayado. Esta emisora tiene productoras, que realizan gran parte de sus programas, las cuales son Oz Media, BEE Productora, Estudio 9, Lacapto y Tenfield. Vitamina Producciones, realiza la mayoría de los gráficos para cada programa. Desde 2003, está asociada con la empresa Notable, que realiza toda la publicidad para el canal y con Box Multimedia, responsable de la imagen institucional, logos, bumpers y demás.

## Propietarios
El canal forma parte de un grupo de nueve empresas vinculadas a la teledifusión, denominado Grupo Fontaina - De Feo, uno de los conglomerados mediáticos más importantes de Uruguay. El retroacrónimo SAETA, que compone el nombre comercial del Canal 10, significa «Sociedad Anónima Emisora de Televisión y Anexos».